# Bob Wind
Bob Wind (Hoogezand-Sappemeer, 2 december 1976) is een Nederlands acteur. Hij is onder meer bekend van zijn rol in Onderweg naar Morgen.

## Biografie
Na het afronden van zijn studie Experimentele Natuurkunde in Groningen ging hij naar de Toneelschool in Arnhem. Na de toneelschool speelde hij in Groningen en later in Den Haag. Daarna speelde hij in verschillende films en in tv-series, onder meer in de rol van Maarten Luzack in Onderweg naar Morgen.
Bob Wind is tegenwoordig ingenieur smart building. Daarnaast is hij als spreker en dagvoorzitter aangesloten bij de Speakers Academy.

## Filmografie
- Bitches (2004) - Tinus
- Meiden van De Wit (2005) - Hugo
- Olivier etc. (2006) - Robert
- Keyzer & De Boer Advocaten (2006) - Gijs Moors jr.
- Het leven uit een dag (2009) - Steve
- Onderweg naar Morgen (2008-2010) - Maarten Luzack
- Leve Boerenliefde (2013) - Visboer Visscher
- Malaika (2013) - Rick
- Hollands Hoop (2014) - Mano
- Gouden Bergen (2015) - Niels (gastrol)